# Thorectes asperifrons
Thorectes asperifrons es una especie de coleóptero de la familia Geotrupidae.

## Distribución geográfica
Habita en Asia Menor.